# Olé Brasil Futebol Clube
Olé Brasil Futebol Clube é um clube brasileiro de futebol da cidade de Ribeirão Preto. Que desde 2016 está licenciado das atividades no futebol federado, tendo como última competição o Campeonato Paulista Segunda Divisão de 2015.

## História
Depois dos tradicionais Botafogo e Comercial, Ribeirão Preto ganhou o Olé Brasil em 21 de setembro de 2006.
O Olé Brasil é um time de futebol pertencente ao grupo Leão Leão, tendo sido idealizado pelos empresários Eduardo Zanello e Fabrício Zanello e Leonel Gardenal Gavilla.

## Divisões de Base
Em 2009, no Campeonato Paulista Sub-17 o Olé Brasil teve a sua maior glória de toda sua curta história, quando se sagrou campeão estadual da categoria, com duas vitórias em uma espécie de final caipira diante do Paulínia, 3-1 e 2-1. Esse foi apenas o segundo Campeonato Paulista da história da categoria organizado pela Federação Paulista de Futebol.
A equipe desde 2015 também não disputa Campeonatos Paulistas das categorias de base, quando atuou nas categorias Sub-11, Sub-13, Sub-15 e Sub-17 pela última vez. 
Em 2010 sediou e disputou a Copa São Paulo de Futebol Júnior.

## Estrutura
O Clube tem como endereço cadastrado nos registros da FPF uma estrutura na Rodovia Abraão Assed, Km 53 em uma das saídas da Rodovia Anhanguera, próximo ao bairro Recreio Anhanguera em Ribeirão Preto. Curiosamente a estrutura atualmente é ocupada com direito a caracterizações de escudos e cores do I9 International Academy, projeto que é filiado e ativo nas competições de base da FPF aos mesmos moldes do antigo Olé Brasil.

## Mascote
Na cidade onde havia o Leão (Comercial) e a Pantera (Botafogo), agora surge o Pinguim, novo mascote ribeirão-pretano. O Pinguim ganhou o nome de Picolé.

## Cores e uniformes
As cores do Olé Brasil são o azul, o amarelo e preto.
O clube possuia três jogos de uniformes: amarelo, azul e o branco que era o terceiro uniforme da equipe.

## Títulos
- Campeonato Paulista - Sub-17: 2009

## Estatísticas

### Participações
| Competição | Competição      | Temporadas | Melhor campanha     | Anos             | A | R |
| São Paulo  | Segunda Divisão | 4          | 10º colocado (2010) | 2009-2011 e 2015 | – |   |

### Últimas dez temporadas
Legenda:
| Campeão Vice-campeão Eliminado nas semifinais | Campeão e promovido à divisão superior Vice-campeão e/ou promovido à divisão superior Rebaixado à divisão inferior | Classificado à fase de grupos da Copa Libertadores Classificado à fase preliminar da Copa Libertadores Classificado à Copa Sul-Americana Campeão do Campeonato do Interior |

## Fatos Históricos
- Disputou pela primeira vez um campeonato profissional organizado pela FPF, o Campeonato Paulista da Segunda Divisão - Série B.
- Em 2010 sediou e disputou a Copa São Paulo de Futebol Júnior.